# Cossinia australiana
Cossinia australiana är en kinesträdsväxtart som beskrevs av Sally T. Reynolds. Cossinia australiana ingår i släktet Cossinia och familjen kinesträdsväxter. Inga underarter finns listade i Catalogue of Life.